# Martina Lippmann-Ruch
Martina Lippmann-Ruch (* 1885 in Kitzbühel, Tirol; † 1971) war eine österreichische Malerin und Entwurfzeichnerin.
Um 1900 kam Martina Ruch nach Innsbruck, wo sie bei Franz Burger Zeichnen und Malen lernte. Zahllose Skizzen in den Bergen, Stillleben, aber auch Entwürfe für Kostüme entstanden in dieser Ausbildungsphase. Sie galt als hochtalentiert. Mit nicht ganz 18 Jahren sollte sie bei dem Wiener Heinrich Knirr lernen, dessen Manier sie jedoch nichts abgewinnen konnte. Stattdessen studierte sie bei Angelius Iank, Max Feldbauer und schließlich an der Freilichtschule von Julius Exter.
Bevor sie ihre Laufbahn als selbständige Malerin richtig beginnen konnte, heiratete sie den Maler Karl Friedrich Lippmann und war zehn Jahre lang nicht mehr künstlerisch tätig. Sie zog vier Kinder groß, darunter die spätere Malerin Mila Lippmann-Pawlowski.
Im Zweiten Weltkrieg kam die Trennung von ihrem Gatten. Sie griff wieder zum Pinsel. Zunächst erstellte sie Entwürfe für die Modeindustrie, dann erntete sie Ruhm als Porträt- und Blumenmalerin, wobei sie zurückgezogen in Michelstadt im Odenwald lebte. Bestattet wurde sie in Mossau im Odenwald.